# Farfallina/Silvia lo sai
Farfallina/Silvia lo sai è un singolo del cantautore italiano Luca Carboni pubblicato il 26 settembre 1987 come unico estratto dal terzo album in studio Luca Carboni.
Il singolo vendette oltre 700 000 copie, facendo conoscere Carboni nel panorama della musica italiana ed europea.

## Descrizione

### Silvia lo sai
Il testo racconta di un amore spezzato prematuramente a causa della droga ("Silvia lo sai? Lo sai che Luca si buca ancora?"), ma il soggetto è anche l'espediente per toccare altri temi. Nella parte iniziale, Carboni descrive e critica l'indottrinamento di maniera e un certo contesto sociale di quegli anni, intriso di «un dio cattivo e noioso, preso andando a dottrina» che «come un arbitro severo fischiava... tutti i perché», e di una scuola animata da professori incapaci al dialogo, che insegnavano ma «non chiedevano mai se eravamo felici». Altri tratti del testo hanno carattere più personale e introspettivo, e descrivono affettuosamente la gioventù del protagonista: «che buffo era Luca mentre provava a tenerti la mano», «Silvia tu ridevi e scherzavi, Luca invece non parlava mai», «Luca che botte dai grandi prendeva per dimostrarci che aveva coraggio». Un riferimento alla squadra del cuore e un altro alla città d'origine dell'autore - Bologna - che accennano anche agli anni della propria giovinezza, passata indossando "la maglia del Bologna sette giorni su sette", e "che profumo Bologna di sera le sere di maggio". Negli ultimi versi, Carboni accenna anche ad una visione malinconica, caratteristica tipica della propria produzione, ed a tratti cinica dell'esistenza, domandandosi: "e adesso come facciamo? non dovevamo andare lontano?".
Nel 1989 Silvia lo sai venne pubblicato in spagnolo con il titolo Silvia lo sabe. Rilevante anche il successo in Germania, dove mantenne a lungo le prime posizioni delle classifiche musicali locali.
Nel 2013 Carboni reinterpreta il brano con Franco Battiato e lo inserisce nella raccolta Fisico & politico.

## Tracce
7" (Europa)
- Lato A

1. Farfallina

- Lato B

1. Silvia lo sai